# Wangyanita
La wangyanita és un mineral de la classe dels sulfurs. Rep el nom en honor de la professora Christina Yan Wang, investigadora de jaciments d'elements del grup del platí (PGE), en particular dels dipòsits relacionats amb la gran província ígnia d'Emeishan a la Xina.

## Característiques
La wangyanita és un sulfur de fórmula química PdNi₈S₈. Va ser aprovada com a espècie vàlida per l'Associació Mineralògica Internacional en el mes d’octubre de l'any 2024. Va ser publicada a la revista internacional American Mineralogist per Chen Chen et al. en el mes de març de 2025 amb el títol «Wangyanite, PdNi₈S₈, a new Pd end-member mineral of the pentlandite group from the J-M reef, Stillwater Complex, Montana, USA». Cristal·litza en el sistema isomètric.
Segons la classificació de Nickel-Strunzpertany a «02.B - Sulfurs metàl·lics, M:S > 1:1 (principalment 2:1), amb Ni» juntament amb altres minerals com la hauchecornita o la pentlandita. L'exemplar que va servir per a determinar l'espècie, el que es coneix com a material tipus, es troba conservat a les col·leccions del museu Yifu, a la Universitat de geociències de la Xina, a la República Popular de la Xina, amb el número de catàleg: SW-JM1569108.

## Formació i jaciments
Va ser descoberta a la mina Stillwater, situada al comtat de Sweet Grass (Montana, Estats Units). Aquesta mina estatunidenca és l'únic indret de tot el planeta on ha estat descrita aquesta espècie mineral.